# جاده ئی۱۶ اروپا
جاده ئی۱۶ اروپا (به انگلیسی: European route E16) یکی از جاده‌های اصلی قاره اروپا است.
این جاده که از شهر دری (ایرلند شمالی) شروع شده، در شهر یوله (سوئد) به پایان میرسد.

## نگارخانه

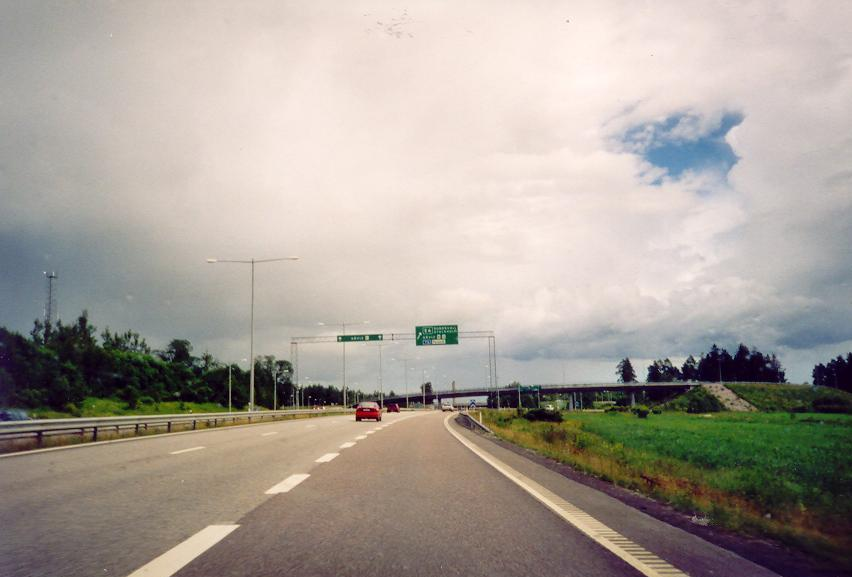
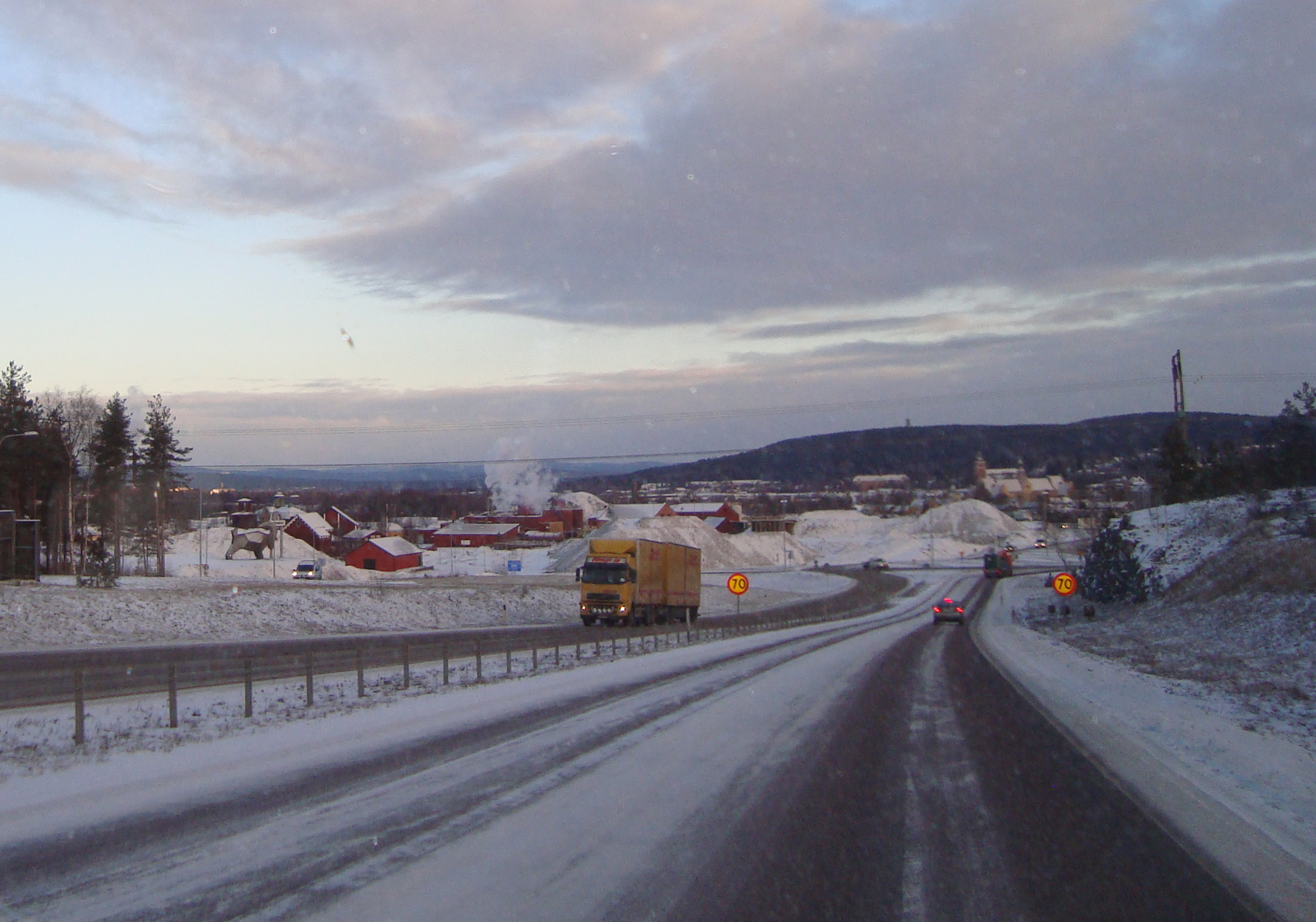
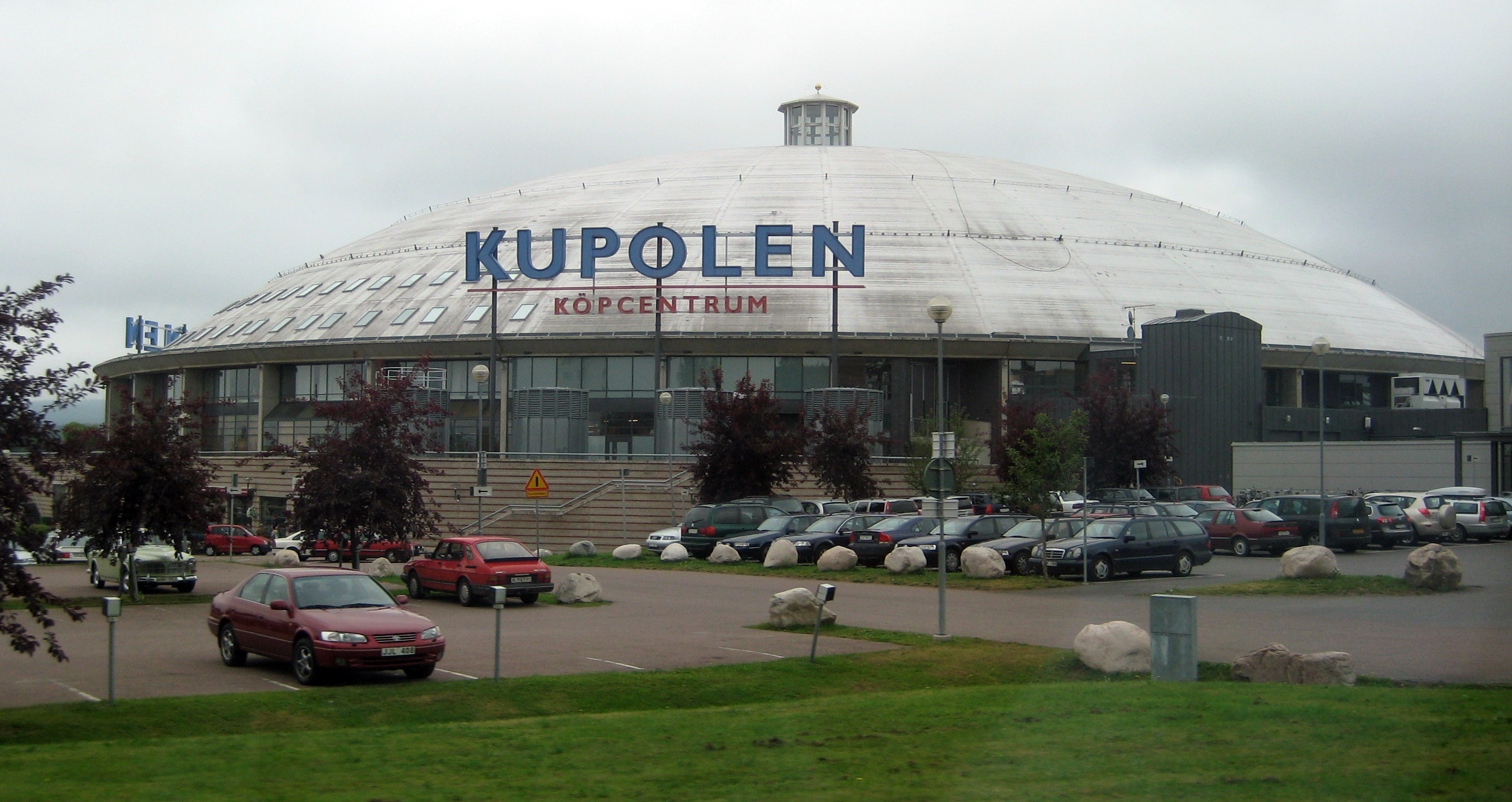
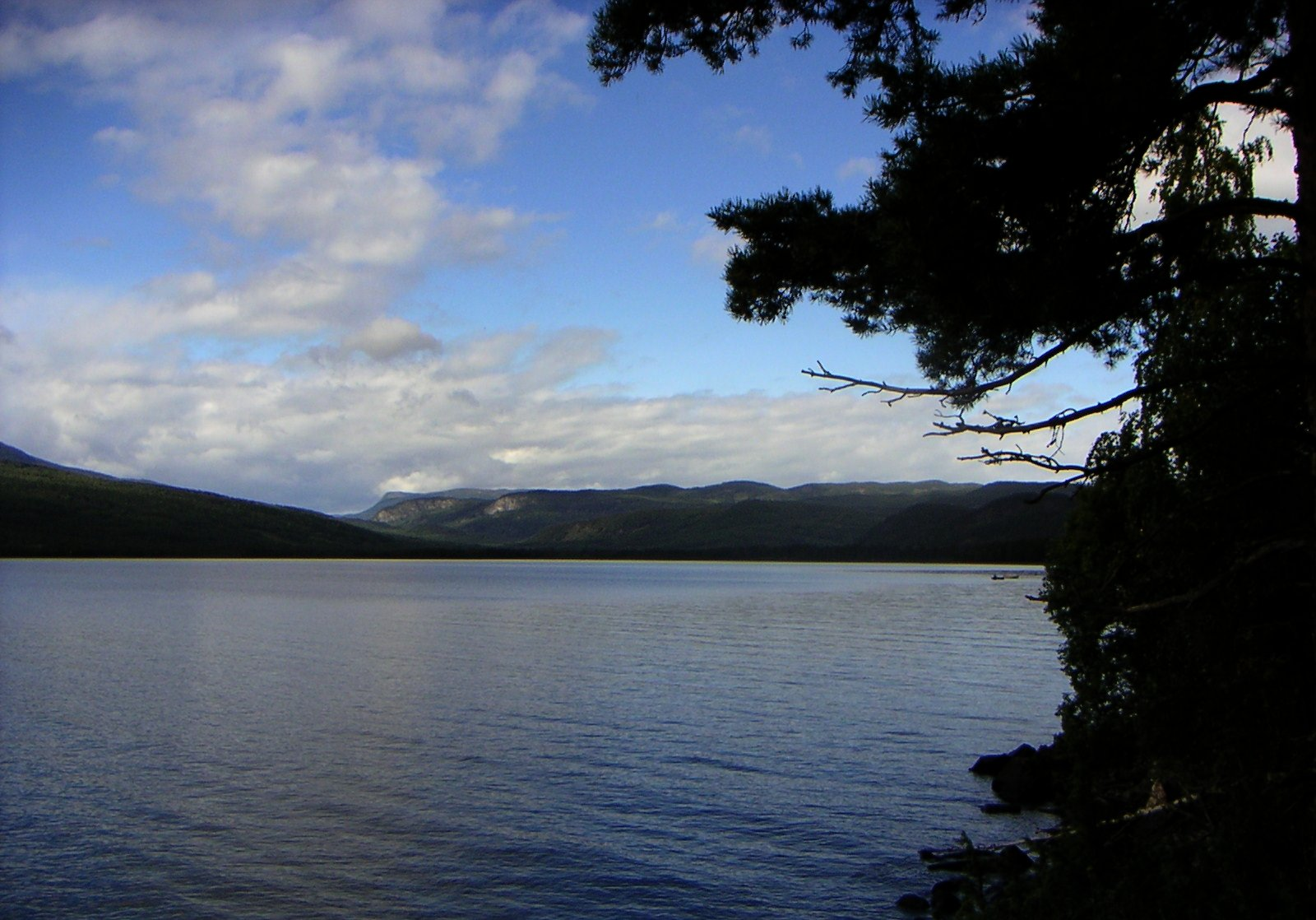
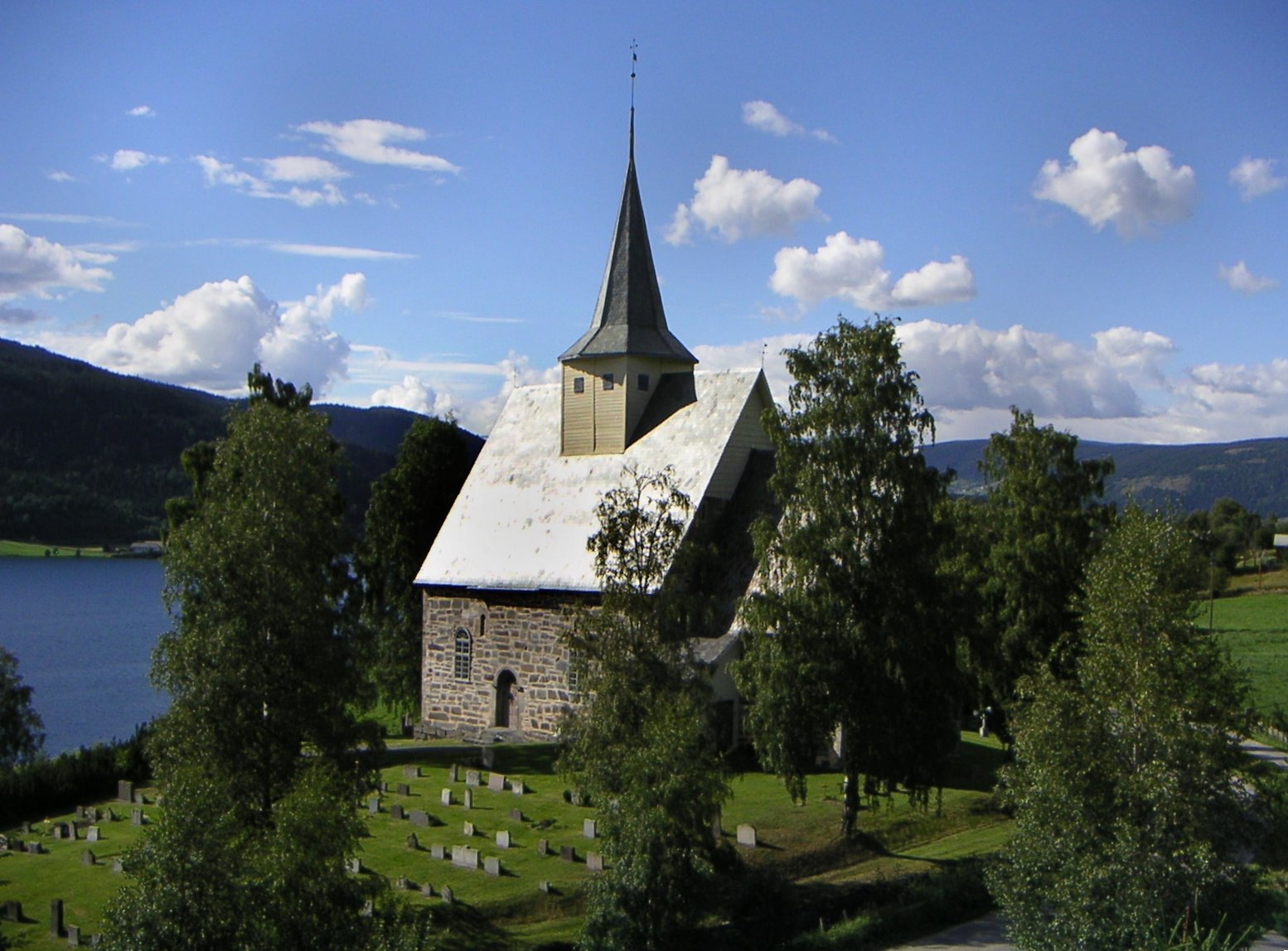
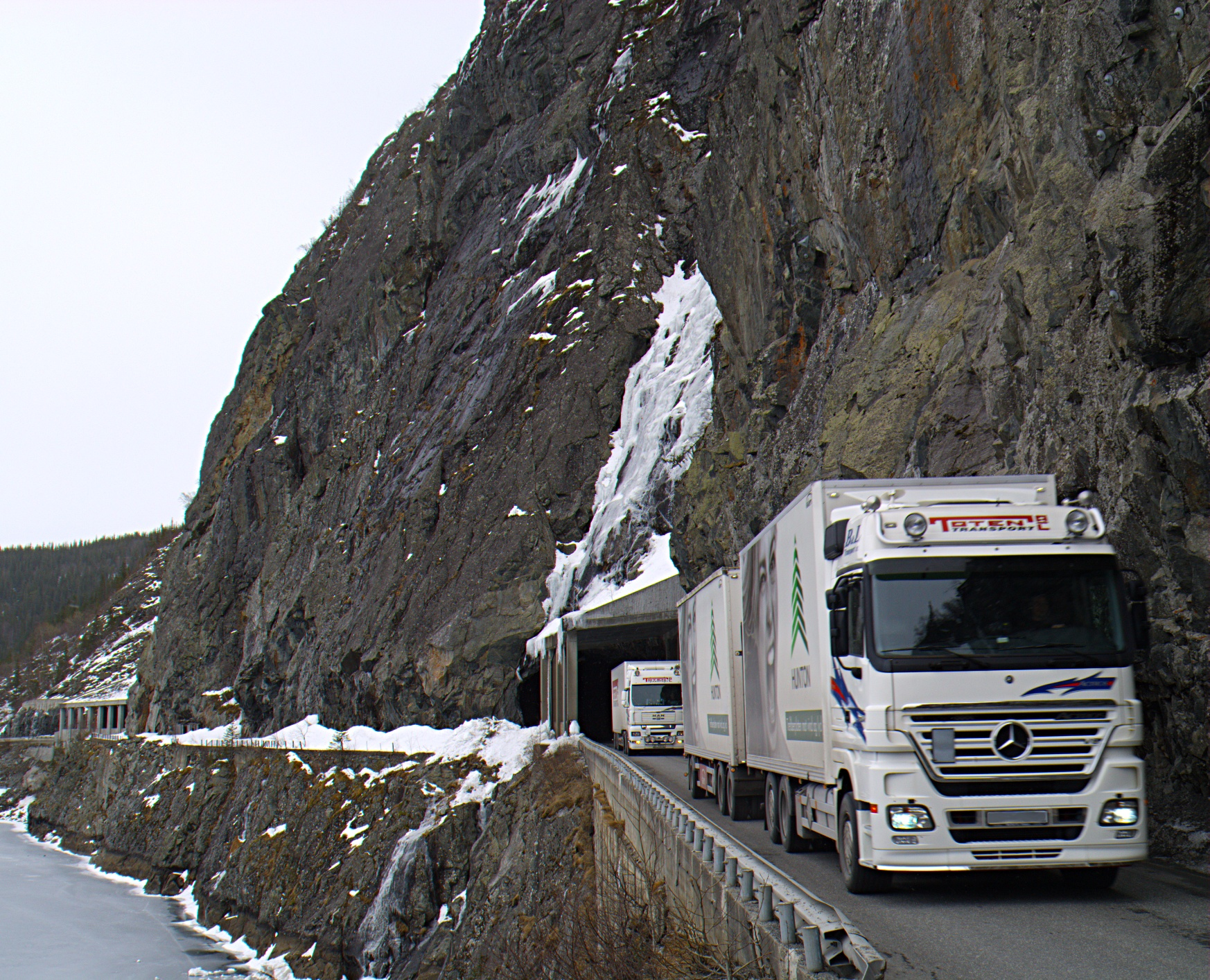
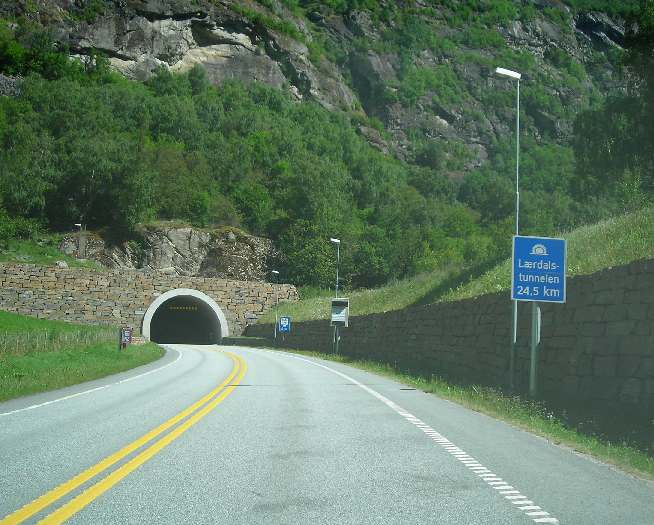
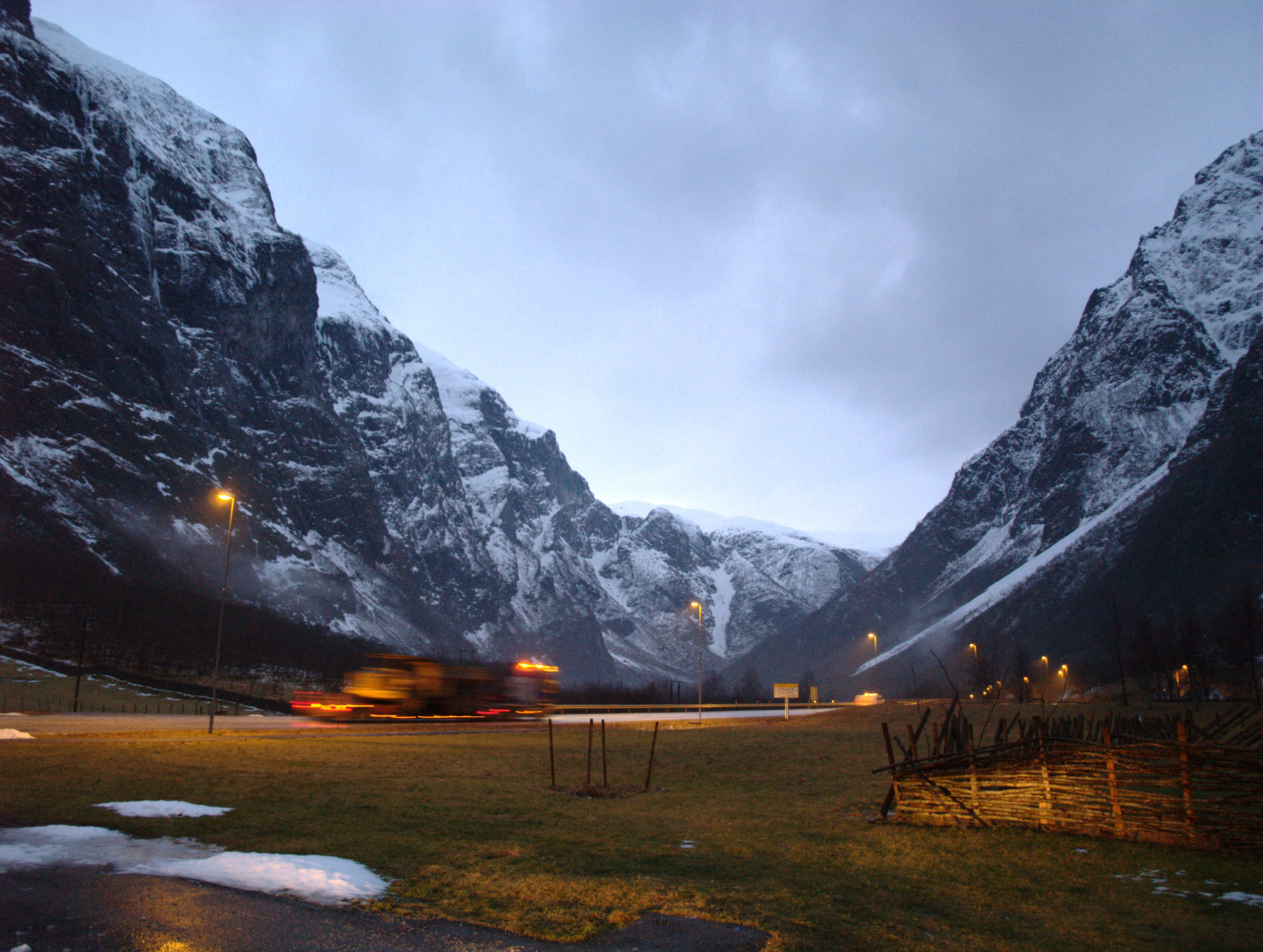
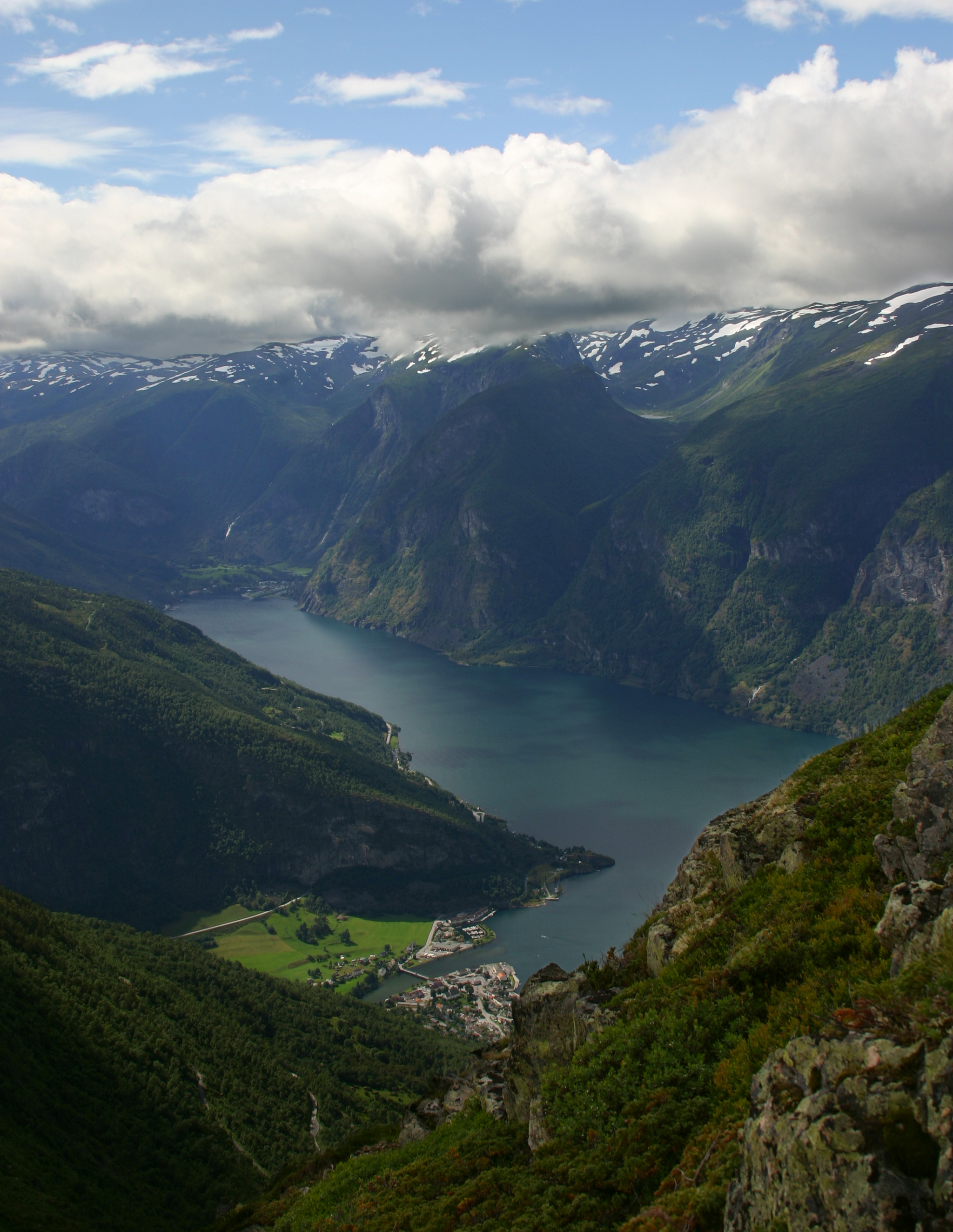
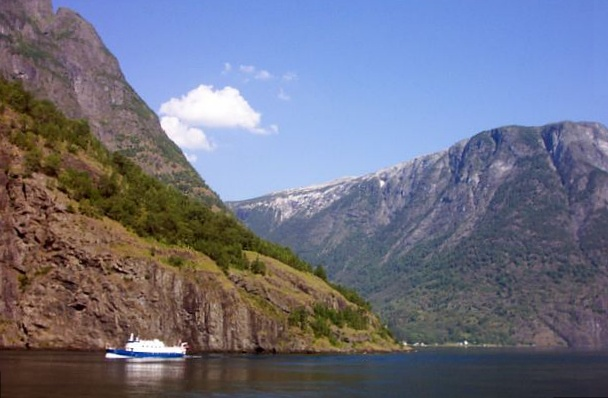
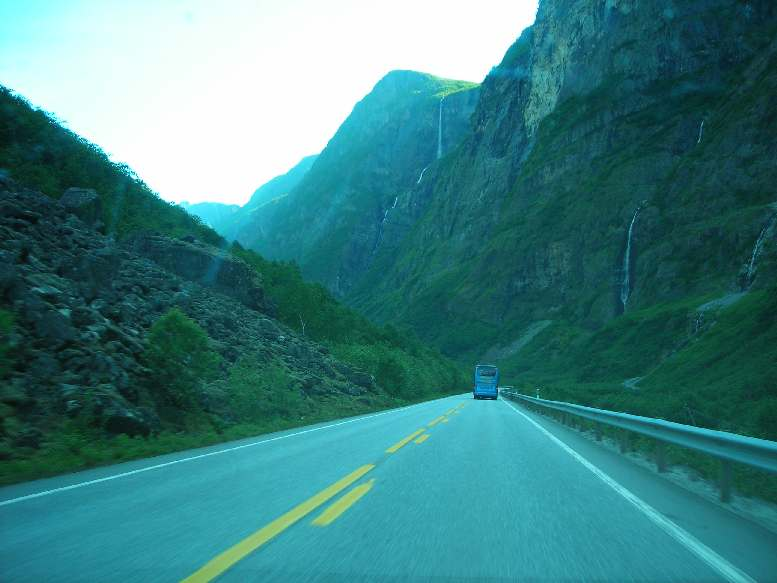
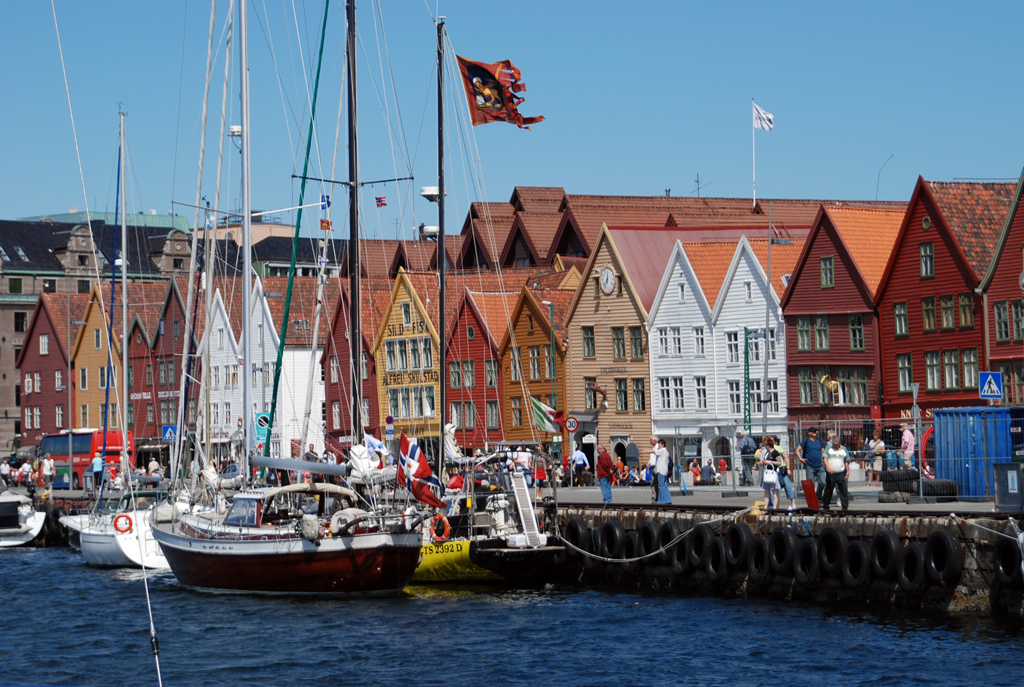
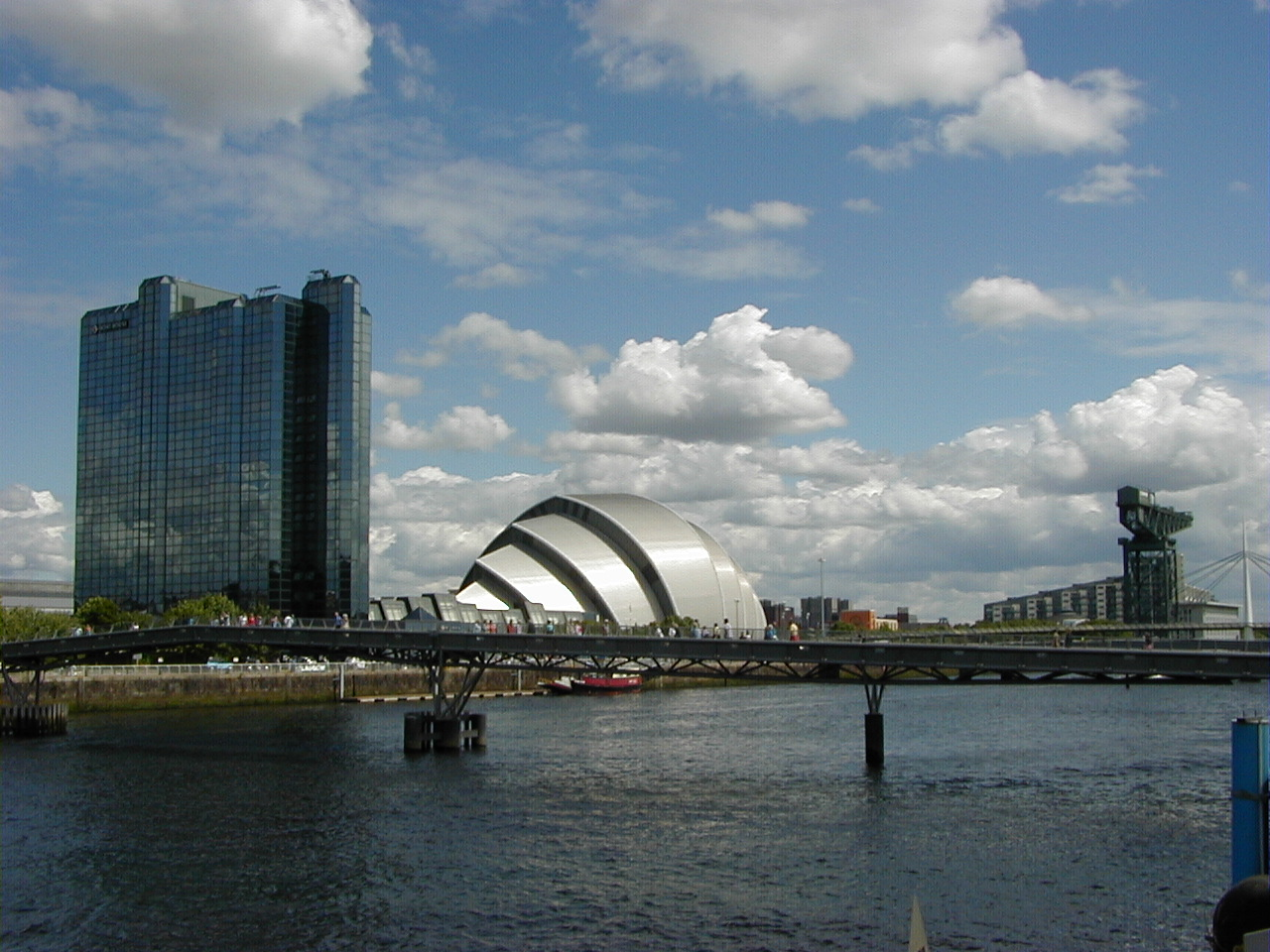
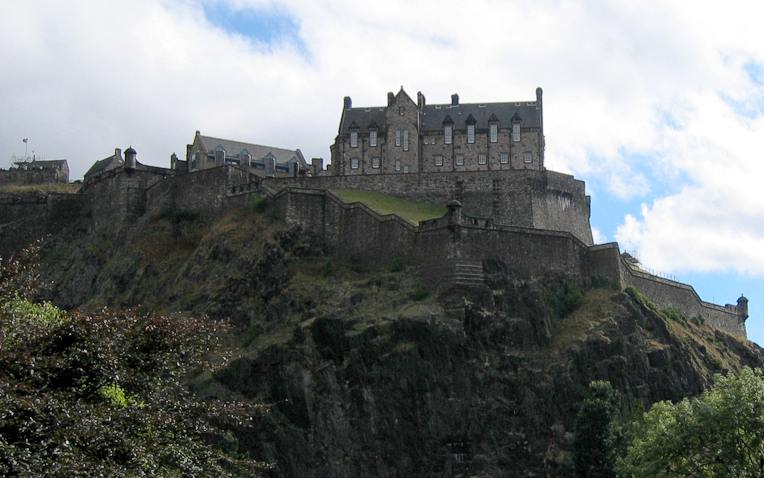
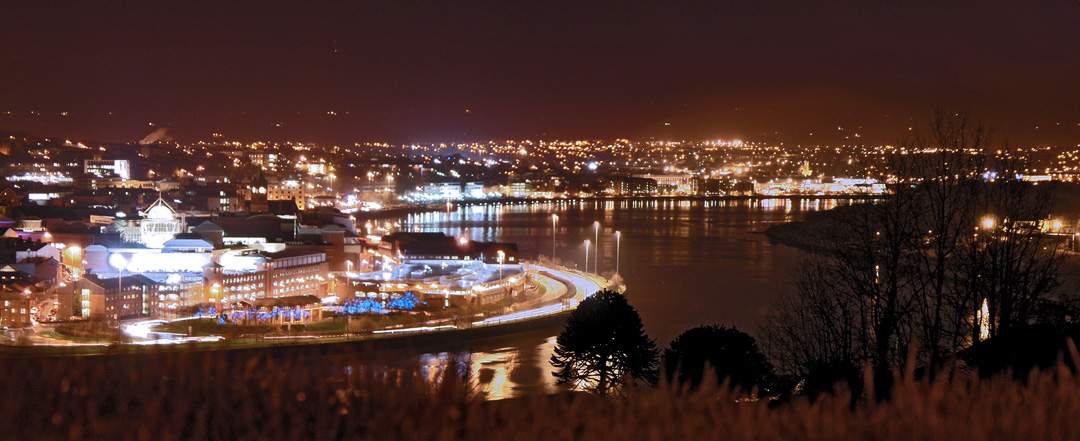